# Aufwerfen
Aufwerfen bezeichnet in der Jägersprache das rasche und plötzliche Hochnehmen des Kopfes des Schalenwildes bei drohender Gefahr außer Schwarzwild. Das Aufwerfen und folgende Sichern wird durch ein Geräusch oder eine andere Störung ausgelöst.